# Nieuwe Afrikaansche Handels-Vennootschap

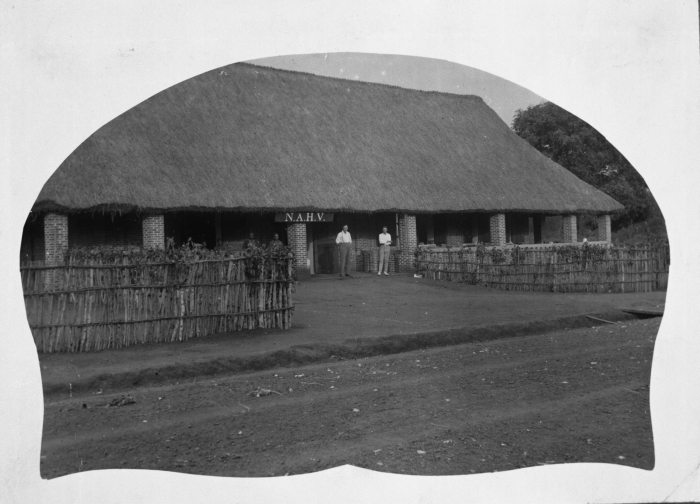
Gebouw NAHV (ca. 1920)

De Nieuwe Afrikaansche Handels-Vennootschap N.V. (NAHV) was een Nederlandse onderneming gevestigd in Rotterdam die handel dreef met Centraal-Afrika. De handelsonderneming werd opgericht in 1880 en bleef bestaan tot 1982.

## Geschiedenis

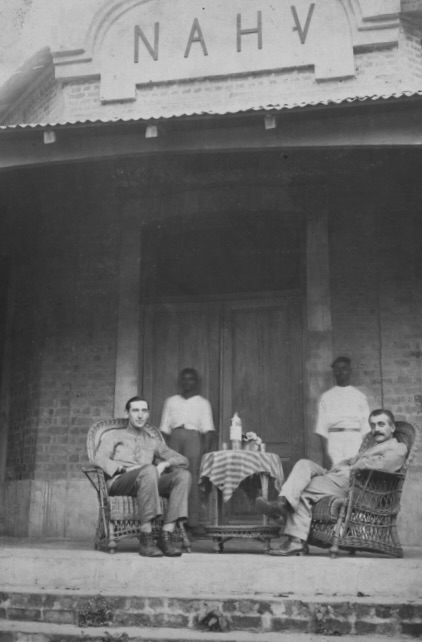
Mannen voor het gebouw van de NAHV, ca. 1920 (?)

Het bedrijf was de opvolger van de door Kerdijk & Pincoffs in 1869 opgerichte Afrikaansche Handelsvereeniging (AHV). In 1890 bezat de NAHV 75 factorijen in Afrika. Na een verslechtering in 1893 in de relatie tussen het bedrijf en de Kongo-Vrijstaat breidde de NAHV haar activiteiten uit naar Franse en Portugese gebieden. Ook ging de NAHV samenwerkingsverbanden aan met onder andere de Compagnie du Kasai en de Compagnie du Lobay. In 1937 had de onderneming zeven katoenfabrieken in Congo. De NAHV bleef actief in Belgisch-Congo tot 1955.

## Producten
De producten waarin de NAHV voornamelijk handelde, waren voornamelijk kopal, rubber en ivoor. Vooral de soort 'rode Kasaï' rubber was gewild aangezien dit de beste kwaliteit had. De producten werden ingekocht bij of geproduceerd met behulp van de lokale bevolking en vervolgens met schepen via de rivier de Congo naar de kust vervoerd. Vandaar werden deze verscheept naar onder andere Europa.

## Archieven
De archieven van de NAHV worden bewaard bij het Nationaal Archief in Den Haag.